# تلسکوپ هارلان ج. اسمیت

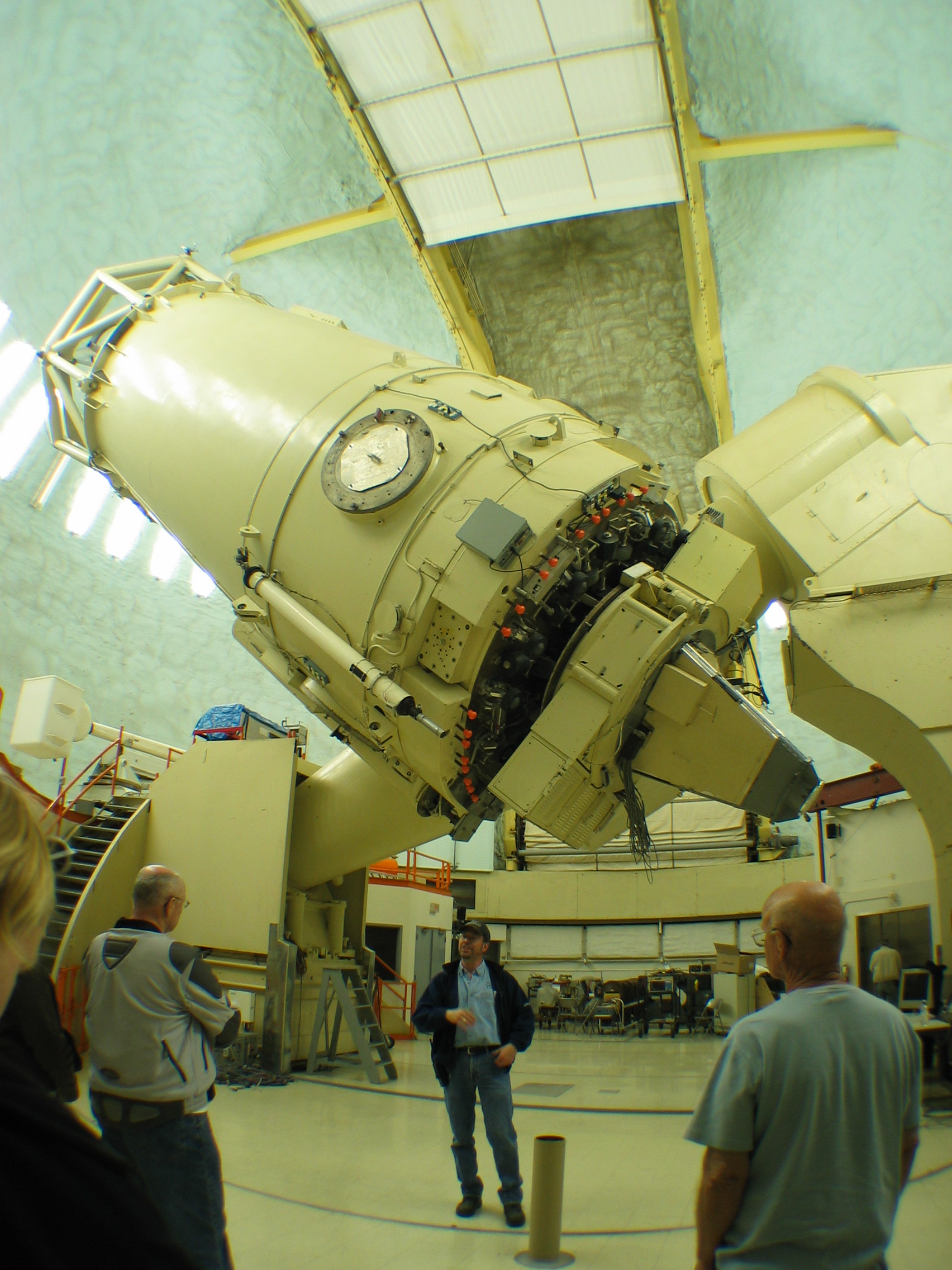

تلسکوپ هابی-ابرلی (به انگلیسی: Harlan J. Smith Telescope) ساخت ۱۹۶۶، نام یکی از بزرگ‌ترین تلسکوپهای نوری واقع در رصدخانه مکدونالد است که در ایالت تگزاس آمریکا قرار گرفته است.
این تلسکوپ متشکل از آیینه با قطر ۲۷۲۰ سانتیمتری است.
دانشگاه تگزاس در آستین این تلسکوپ را اداره می‌کند.

## جُستارهای وابسته
- دانشگاه تگزاس در آستین
- بزرگ‌ترین تلسکوپ‌های جهان